# Ada Jansen
Agatha J. (Ada) Jansen (Nijmegen, 5 juli 1942) is een Nederlands voormalig politica voor het Christen-Democratisch Appèl (CDA). Eind jaren tachtig was ze kortstondig lid van de Tweede Kamer der Staten-Generaal.
Opgeleid als politieagente (ze behaalde het politiediploma a) werkte Jansen in de tweede helft van de jaren zestig bij de politie in haar geboortestad Nijmegen. In 1969 nam haar loopbaan een andere wending doordat ze een baan aanvaardde in de zwakzinnigenzorg en een studie begon aan de sociale academie.
Ze was afkomstig uit de Anti-Revolutionaire Partij (ARP), een van de drie partijen die later het CDA zouden gaan vormen. Voor laatstgenoemde was ze als politica actief, behalve in de Kamer ook in het CDA-Vrouwenberaad. Ze stond mede aan de wieg van een plaatselijke afdeling in haar toenmalige woonplaats Nunspeet en was in de jaren tachtig ook landelijk secretaris. Van 17 mei 1988 tot 14 september 1989 was ze lid van de Tweede Kamer, waar zij zich vooral toelegde op politiezaken, het minderhedenbeleid (met name dat van de groep van de Chinezen in Nederland) en het emancipatiebeleid. In een vraaggesprek uit die tijd gaf ze aan het als vrouwelijke politicus niet makkelijk te hebben, wat ten koste zou gaan van het politiek bedrijven met andere politici.
Naast haar reguliere werkzaamheden vervulde ze allerlei bestuurlijke functies bij sociaal-culturele en op vrouwen gerichte organisaties.
Ada Jansen was getrouwd met Dick Baas, oud-wethouder van de gemeente Nunspeet, en tegenwoordig woonachtig in Vianen.
- Parlement.com: vg09llqfs5zo